# P·J·帕特森
珀西瓦尔·诺埃尔·詹姆斯·帕特森（Percival Noel James Patterson，1935年4月10日—），牙买加政治家，人民民族黨成员，1992年至2006年任牙买加总理。